# Jean Maréchal
Jean Maréchal (Orleans, 27 de febrero de 1910 - Montigny-le-Bretonneux, 23 de diciembre de 1993 fue un ciclista francés, que fue profesional entre 1929 y 1947. Su principal victoria fue la París-Tours de 1930.
Al finalizar su carrera profesional hizo de director deportivo del equipo de París al Tour de Francia de 1950 y 1951.
Es el padre de Alain Maréchal, también ciclista profesional.

## Palmarés
- 1928
  - 1º en el Gran Premio de Thizy
- 1930
  - 1º en la París-Tours
  - 2n en la París-Roubaix

### Resultados al Tour de Francia
- 1931. 31.º de la clasificación general

### Resultados al Giro de Italia
- 1930. Abandona